# 慶長佑香
慶長 佑香（けいちょう ゆか、6月16日 - ）は、日本の女性声優。青森県八戸市出身。

## 来歴
2009年、俳協ボイスアクターズスタジオ卒業（第35期生）。2010年、東京俳優生活協同組合所属。

## 人物
危険物取扱責任者（4種・6種）・中型自動車免許・ヨガインストラクターの資格を持つ。声種はアルト。

## 出演
太字はメインキャラクター。

### テレビアニメ
2010年
- あそびにいくヨ!（オペレーター）
- オオカミさんと七人の仲間たち（女生徒C）
- それいけ!アンパンマン（2010年 - 2011年、フーちゃん〈3代目〉、泣きおばけパン）

2011年
- うたの☆プリンスさまっ♪ マジLOVE1000%（生徒）
- 神様のメモ帳（ニュース）
- クロスファイト ビーダマン（山城先生）
- 灼眼のシャナIII（2011年 - 2012年、『剣花の薙ぎ手』虞軒、“坤典の隧”ゼミナ）
- セイクリッドセブン（和菓子屋のおばさん）
- 花咲くいろは（看護師、受付、押水麻奈、仲居B、旅館客B）
- HUNTER×HUNTER（第2作）（店員B）
- BLEACH（采絵）
- 放浪息子（よしのの母）
- 夢喰いメリー（ちび夢路〈少年期〉）

2012年
- あの夏で待ってる（おばさん先生）
- あらしのよるに 〜ひみつのともだち〜（メイのおばあちゃん〈幼少時代〉）
- 妖狐×僕SS（女性3）
- AKB0048（2012年 - 2013年、友歌の母） - 2シリーズ
- エリアの騎士（先生A）
- クレヨンしんちゃん（2012年 - 2022年、お天気お姉さん、おねいさんA、受付B、電話アナウンス 他）
- 黒魔女さんが通る!!（葉月星夜）
- 恋と選挙とチョコレート（男の子、幼い裕樹）
- ジョジョの奇妙な冒険（エリザベス）
- じょしらく（モブ、おばあちゃん(1)、母親）
- しろくまカフェ（客、お客さん）
- 好きっていいなよ。（女教師、担任）
- TARI TARI（小川先生、アナウンス、ガンバイエロー）
- 探偵オペラ ミルキィホームズ 第2幕（女）
- 忍たま乱太郎（2012年 - 2013年、子ども、忍たま）
- ハイスクールD×D（ビュレント）
- モーレツ宇宙海賊（委員長、カチュア・ザ・レディ）
- もやしもん リターンズ（主婦D、龍太〈少年〉）
- LUPIN the Third -峰不二子という女-（真イゾルテ）

2013年
- アイカツ!（2013年 - 2015年、AD、記者、雨音みらい、生徒、長浜美鶴、大地一乃）
- おじゃる丸（町の人）
- 俺の彼女と幼なじみが修羅場すぎる（担任教師）
- 神さまのいない日曜日（マギータ、生徒、ケイト・アン）
- がんばれ!おでんくん（OL、ゴールデンうずらくん、こんぶくん、母親、姑、海ガメ、月ウサギ、女性）
- 琴浦さん（幼稚園の先生）
- ストライク・ザ・ブラッド（レジ係）
- 超次元ゲイム ネプテューヌ THE ANIMATION（暴徒B）
- ドキドキ!プリキュア（母親、保健の先生）
- ドラえもん（テレビ朝日版第2期）（2014年 - 、男の子A、子ども2、安雄、少年、サソリ 他）
- 変態王子と笑わない猫。（先生）
- まおゆう魔王勇者（修道士、子供）
- マギ
- 夜桜四重奏 〜ハナノウタ〜（椎名のり子）
- リトルバスターズ!（親戚の女B）
- WHITE ALBUM2（女性教頭）

2014年
- Wake Up, Girls!（I-1マネージャー、女子高生1）
- ジョジョの奇妙な冒険 スターダストクルセイダース（少年A）
- SHIROBAKO（あおいの母）
- selector spread WIXOSS（晶の母）
- となりの関くん（ロボット〈母〉、立会い人）
- ノーゲーム・ノーライフ（酒場の女）
- ノブナガ・ザ・フール（ブリッジオペレーターA、管制官B、兵士C）
- ログ・ホライズン（オペレーター1）

2015年
- 俺物語!!（司会者）
- 攻殻機動隊 ARISE ALTERNATIVE ARCHITECTURE（ホヅミ、スナイパーB、妊婦）
- 純潔のマリア（ボンヌ）
- ダンジョンに出会いを求めるのは間違っているだろうか（2015年 - 2025年、ミア・グランド） - 4シリーズ

2016年
- とんかつDJアゲ太郎（酒井つぐみ）
- ふらいんぐうぃっち（おばちゃん）

2017年
- 南鎌倉高校女子自転車部（ひろみの母親）
- キノの旅 -the Beautiful World- the Animated Series（さくらの母）

2018年
- 名探偵コナン（2018年 - 2024年、定森朱音、曽保呉美、行田仁香）
- 逆転裁判 〜その「真実」、異議あり!〜（天杉希華）

2019年
- とある魔術の禁書目録III（傾国の女）
- ぼくたちは勉強ができない!（滝沢）

2022年
- ふしぎ駄菓子屋 銭天堂（山手智也）

2023年
- ツルネ -つながりの一射-（ゆうなの母）
- ひろがるスカイ!プリキュア（虹ヶ丘まひる）

### 劇場アニメ
2013年
- サカサマのパテマ（地底人C）
- 劇場版 とある魔術の禁書目録 -エンデュミオンの奇蹟-（ディレクター）
- 劇場版 花咲くいろは HOME SWEET HOME（押水麻奈）

2014年
- THE IDOLM@STER MOVIE 輝きの向こう側へ!（ボーカルコーチ）
- Wake Up, Girls! 七人のアイドル（ボイトレ講師）

2015年
- コードギアス 亡国のアキト 第3章「輝くもの天より堕つ」（みつあみ婆さん）

2016年
- 映画ドラえもん 新・のび太の日本誕生（タイムパトロール隊員）

2019年
- 映画ドラえもん のび太の月面探査記（安雄）
- ヴァイオレット・エヴァーガーデン 外伝 - 永遠と自動手記人形 -（女生徒）

2020年
- 劇場版 SHIROBAKO（白鳥えり、あおいの母、なめろうの男の子C）
- ドラえもん のび太の新恐竜（安雄）

2022年
- 映画ドラえもん のび太の宇宙小戦争 2021（メンバー）
- 名探偵コナン ハロウィンの花嫁（看護師）

2024年
- 映画ドラえもん のび太の地球交響楽（安雄）

### OVA
- マンガ家さんとアシスタントさんと ミニOVA（2014年、友人）
- リトルバスターズ! EX（2014年、親族B）

### Webアニメ
- ユマの物語〜シンフォニーNo.V〜（2004年、カレン）

### ゲーム
2011年
- コープスパーティー Book of Shadows
- LORD of VERMILION Re:2

2012年
- ソウルキャリバーV
- タイムトラベラーズ
- バイオハザード オペレーション・ラクーンシティ（パーティーガール）

2013年
- ダンジョントラベラーズ2 王立図書館とマモノの封印
- ティアーズ・トゥ・ティアラII 覇王の末裔（イシュタル）

2014年
- フリーダムウォーズ（カスミ）

2015年
- アイカツ! My No.1 Stage!（園田あいり）
- ファイナルファンタジーXIV（2015年 - 2019年、ヒルダ、テムルン、ドゥリア夫人、青い衣の道化師、ハルリク）
- ファイアーエムブレムif（シェンメイ、ドラジェ）
- ブレイブソード×ブレイズソウル（クランラナルド紅書、ファイアフライ）

2016年
- フィギュアヘッズ（ヴィオレッタ）

2017年
- 巨影都市（深沢ひとみ）
- ダンジョンに出会いを求めるのは間違っているだろうか 〜メモリア・フレーゼ〜（2017年 - 2023年、ミア・グランド）
- 地球防衛軍5（情報部少佐）

2018年
- ソウルキャリバーVI

2019年
- チョコボの不思議なダンジョン エブリバディ!
- メモリアルレコード（エリザベス、アマテラス）

2020年
- Panty Party（サキュパン）

2021年
- ファイアーエムブレム ヒーローズ（2021年 - 2024年、シェンメイ、ドラジェ）

2022年
- 地球防衛軍6（情報部少佐）

2024年
- Rise of the Ronin

### ドラマCD
- 恋は思案のほか（奥の母）
- 裏切りは僕の名前を知っている ※「月刊ASUKA」付録CD
- がんばれ!消えるな!!色素薄子さん ドラマCD（食堂のおばちゃん）
- 恋愛年齢（女性社員）
- 小さな恋のメロディ（女子生徒）
- リンゴに蜂蜜（コマノ母）
- ハムレット〜騎士ホレイショーが語る王子の物語〜（ガートルード）
- 無邪気の楽園（反田葉月）※「ヤングアニマル嵐」2013年8号付録CD・コミックス第4巻限定版付属CD[16]

### 吹き替え

#### 映画
- 小さな命が呼ぶとき（2010年、ウェンディ）
- キャッツ & ドッグス 地球最大の肉球大戦争（2010年、ジャッキー）
- 遠距離恋愛 彼女の決断（2010年、サラ）
- きみがくれた未来（2010年）
- アンストッパブル（2011年、秘書）
- ザ・タウン（2011年、クインラン）
- レッド・バロン（2011年）
- スリーデイズ（2011年、ニコール / オリヴィア・ワイルド）
- ブルース・ブラザース（2011年、マットの妻 / アレサ・フランクリン）※BD版
- ミッション:インポッシブル/ゴースト・プロトコル（2011年、BBC女声）
- ヒューゴの不思議な発明（2012年、ブース席の女性）
- フェイシズ（2012年、フランシーン / サラ・ウェイン・キャリーズ）
- ケイト・レディが完璧な理由（2012年、モモ・ハーン）
- ダークナイト ライジング（2012年、リポーター）
- バトル・オブ・パシフィック（2012年、フリン / ニキ・マコーレー）
- Halo 4: Forward Unto Dawn（2012年、カイラ・シルヴァ）
- G.I.ジョー バック2リベンジ（2013年、女性記者）
- スター・トレック イントゥ・ダークネス（2013年、E号女性放送）
- ダイアナ（2013年、クリスティーナ）
- ウルフ・オブ・ウォールストリート（2014年、テレサ・ペトリロ）
- LIFE!（2014年、女性客）
- アメイジング・スパイダーマン2（2014年、カーリ）
- マンデラ 自由への長い道（2014年、エヴリン・マセ / テリー・フェト）
- インファナル・ディール 野蛮な正義（2014年、リン・ウェイランド/エイミー・スマート）
- スクランブル（2017年、デビン / ガイア・ワイス）

#### ドラマ
- ATHENA -アテナ-
- ALCATRAZ/アルカトラズ
- ARROW/アロー（ライラ・マイケルズ /オードリー・マリー・アンダーソン ）
- NCIS 〜ネイビー犯罪捜査班（シーズン4 #17）
- エレメンタリー ホームズ&ワトソン in NY
- グッバイマヌル 〜僕と妻のラブ♡バトル（チュ・ジエ）
- クリミナル・マインド6 FBI行動分析課
- クリミナル・マインド 特命捜査班レッドセル（タミ）
- CSI:10 科学捜査班
- CSI:マイアミ9、10
- シークレット・ガーデン
- シークレット・サークル
- シティーハンター in Seoul
- スーパーナチュラル6（トリッシュ）
- SMASH（RJ）
- セレブの誕生（パク・ガンスク）
- 犯罪捜査官 アナ・トラヴィス 孤独の叫び（アマンダ・ディレーニ）
- ビクトリアス（トリーの母）
- ユーリカ シーズン3
- ライ・トゥ・ミー 嘘は真実を語る（ミシェル）

#### テレビ番組
- アプレンティス2
- 生き物何でもトップ10
- 宇宙人ネッドのトークショー（マリア・バンフォード）

#### アニメ
- アドベンチャー・タイム（2012年、ワイルドベリー・プリンセス）
- マダガスカル3（2012年、エスメラルダ[17]）
- ターミネーター0（2024年、ナツコ）

### ボイスオーバー
- エレファントダイアリー
- SmaSTATION!!
- なるほど!ザ・ワールド
- やっちまったtv

### ラジオ
- 明・めぐみのドリーム・ドリーム・パーティ

### 舞台
- タンバリンプロデューサーズ「怪し会〜伍」（2012年8月23日・26日、もっとい不動 密蔵院）

### テレビナレーション
- TVチャンピオン極 〜KIWAMI〜（BSテレ東）2018年8月19日 -
- 超かわいい映像連発!どうぶつピース!!（テレビ東京、声の主演）2016年9月30日 -
- リア10〜最新トレンド乱キング〜
- 科学アドベンチャー 氷中生物のスーパーパワーを追う（2023年3月12日、NHK BS1）

### オーディオブック
- 小説 映画ドラえもん のび太と空の理想郷（2024年9月3日配信） - ナレーター

### シリーズ一覧
1. ↑  第1期（2012年）、第2期『next stage』（2013年）
2. ↑  第1期（2015年）、第2期『II』（2019年）、第4期『IV 新章 迷宮篇』（2022年）、第5期『V 豊穣の女神篇』（2024年 - 2025年）